# Alpl-Bergrennen
Das Alpl-Bergrennen war ein Bergrennen in der Steiermark, das von 1954 bis 1990 jährlich vom Steiermärkischen Automobil- und Motorsportklub veranstaltet wurde.

## Historie
Das Alpl-Bergrennen wurde für Automobile und Motorräder organisiert und war ab den 1970er Jahren Teil der Europa-Bergmeisterschaft für Automobile.
Das letzte Rennen fand am 7. Oktober 1990 statt, als es zu einem Unfall mit zahlreichen schwerverletzten Zuschauern kam. Infolgedessen wurde kein weiteres Bergrennen mehr auf der Strecke ausgetragen.

## Streckenführung
Die temporäre Rennstrecke, auf der die internationalen Veranstaltungen ausgetragen wurden, war rund 6,5 km lang und hatte 14 Kurven. Sie führte zwischen den beiden Ortschaften Krieglach und St. Kathrein am Hauenstein auf der Weizer Straße (B 72) zum Alpl hoch.